# Vale de Maceira
Vale de Maceira é uma aldeia portuguesa, situada na freguesia de Alfeizerão, município de Alcobaça (distrito de Leiria). Possui 200 habitantes. 
Nesta pequena aldeia situa-se também uma paragem da antiga "malaposta".
O nome provém da sua localização num vale onde os monges de Cister produziam maçãs. É ainda possível ver o Arco de acesso à malaposta.
Há na aldeia uma associação local denominada GRDVM - Grupo Recreativo e Desportivo de Vale de Maceira - que divulga diversas informações de interesse local através do website http://www.valedemaceira.com/default.asp e há também um blog com a mesma finalidade, que pode ser consultado em http://www.valedemaceira99.blogspot.com/.